# Furnas (Brazylia)

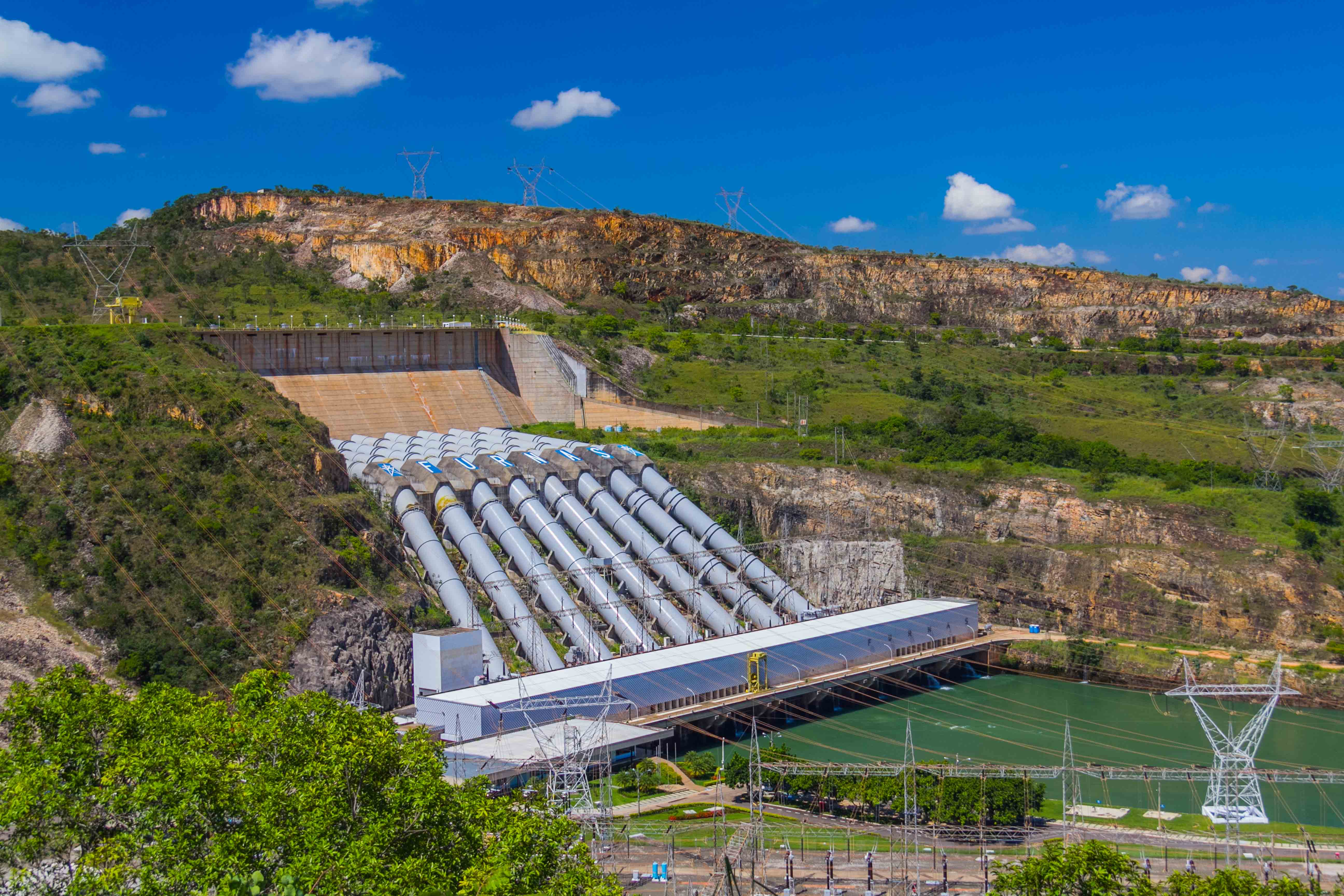
Hydroelektrownia Furnas

Furnas – hydrowęzeł na rzece Rio Grande (lewym dopływie Parany) w Brazylii.
Obejmuje on zaporę wodną o długości około 600 m i wys. ok. 120 m, największy w kraju sztuczny zbiornik o pojemności blisko 20 mld m³ i powierzchni około 1800 km² oraz największą brazylijską elektrownię wodną o mocy 1200 MW, która zaopatruje w prąd Belo Horizonte oraz przemysłowe centra São Paulo.